# Načelo velikodušnosti
Načelo velikodušnosti je v filozofiji pristop k razumevanju drugih, kjer iščemo čim bolj ugodno razlago njihovega stališča. 
Ta princip nas spodbuja k čim bolj velikodušni interpretaciji izjav drugih tako, da poskušamo maksimirati racionalnost ali resničnost tega, kar drugi mislijo ali povejo. Različni filozofi si to načelo različno razlagajo.